# Brännandet av Sankt Savas relikers kyrka
Brännandet av Sankt Savas relikers kyrka (serbisk kyrilliska: Црква спаљивања моштију Светог Саве; latinska: Crkva Spaljenja moštiju Svetog Save) är en serbisk-ortodox kyrkobyggnad belägen i orten Odžaci i provinsen Vojvodina, i norra Serbien.
Kyrkan är helgad åt Sankt Savas reliker, vilka brändes den 27 april 1594 av osmanerna som straff för att serberna hade rest sig i ett uppror, då Serbien var ockuperat av osmanska riket.
Kyrkan tillhör Bačkas stift.

## Historik
År 1996, under uppförandet av kyrkan, restes och invigdes korsen som kröner kupolerna. Kyrkan fullbordades 2002.
I början av september 2024 påbörjades reparationer av kyrkans tak.